# 求助手勢

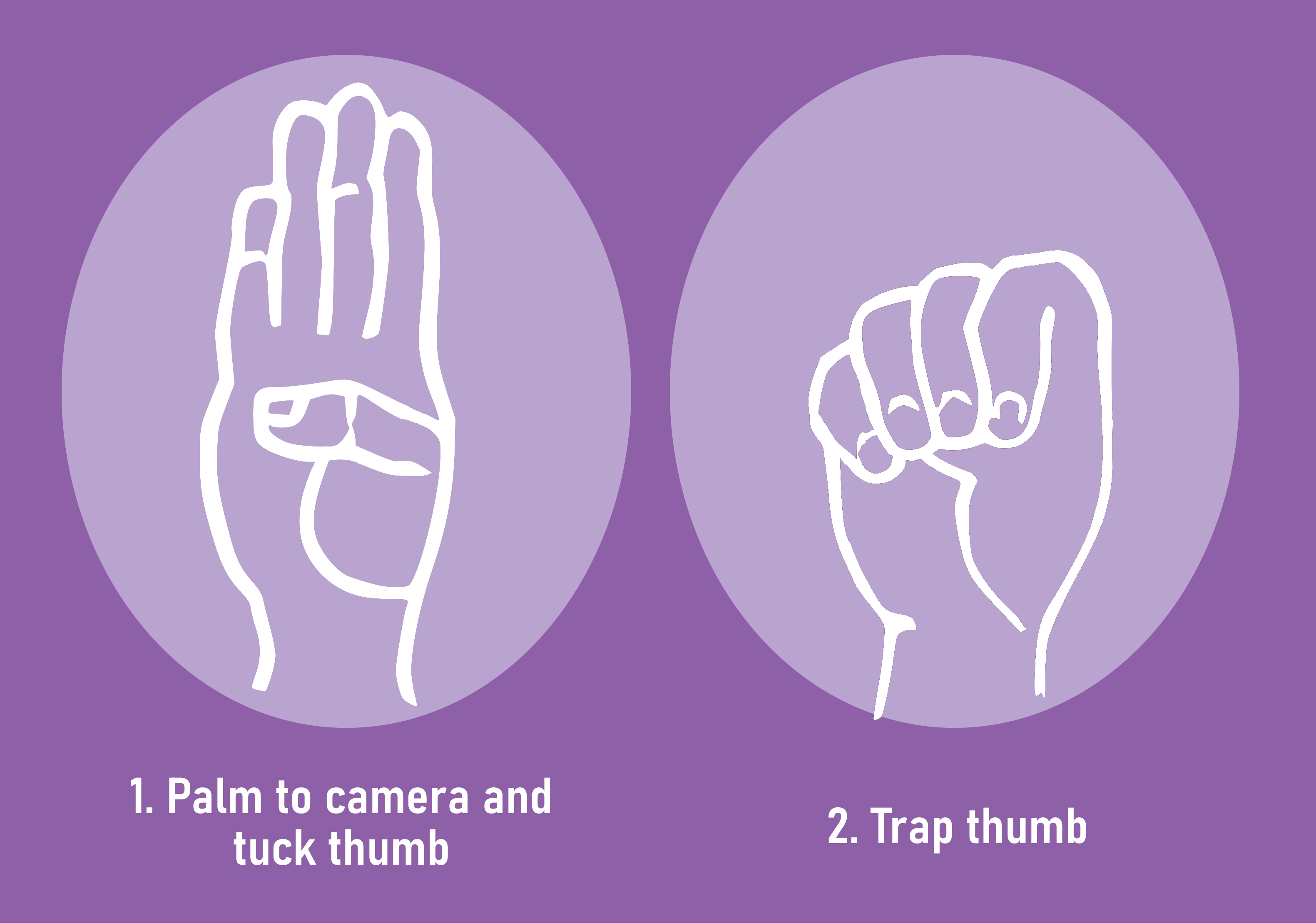
求助手勢

求助手勢（英語：Signal for Help），全稱家庭暴力求助手勢（Violence at Home Signal for Help），含義是自己受威脅，向他人求助。該手势由加拿大婦女基金會倡議，僅用單手，可用於面對面或視像通話的場合。不過，該手勢並未普遍通行，例如若在台灣或中國大陸使用，他人未必了解其含意。

## 起源
2019冠状病毒病疫情期間，多地有自我隔離措拖，而家庭暴力案件因此增加。求助手勢面世，是作為對付家庭暴力的工具，使受害者得以在見面或視像通話的場合向人求助。其動作為：先舉起單手手掌，將拇指屈向掌心，然後再收起其餘四指，狀似四指困住拇指。由於施暴者大多能掌控家中的電子設備，此方法不会留下数据信息，防止被發現，亦是刻意設計成連續的動作，而非維持固定，所以較易觀察到。
手勢最先由加拿大婦女基金會在2020年4月14日提出，其後婦女基金網絡（英語：Women's Funding Network）在2020年4月28日引入美國。
兩組織亦製作指引，說明看見求助手勢時，應如何處理，安全地聯絡求助者，詢問是否無恙。

## 現況
加拿大當地、美國、日本皆有新聞機構讚掦此舉措，認為有助制止家暴案增加。
2021年，台灣有網絡社群流傳該手勢是「全球通行」的求救訊號，但台灣事實查核中心引述婦女團體勵馨社會福利事業基金會的說法，表示台灣尚未有類似的倡議活動。中國大陸亦有短影片平台流傳為「国际通用报警求助手势」，辽宁省則有公安部門人員回應从未宣传过这种手势。
由於提倡使用此手勢之事，於網上流傳甚廣，有施暴者得悉亦不足為奇。對此，加拿大婦女基金會與其他組織回應，手勢並非「化險為夷的錦囊妙計」（something that's going to save the day），僅是某種求助方式。

## 虛構作品
2021年10月出版的漫畫《名偵探柯南》第1079話中，某男童被綁架後，在汽車駛至咖啡店門外時，從後座以此手勢向窗外求助，但女店員未能明白。